# Прасковьино (Рязанская область)
Прасковьино — деревня в Клепиковском районе Рязанской области России. Входит в состав Болоньского сельского поселения. До упразднения уездно-губернского деления входила в состав Колычёвской волости Егорьевского уезда Рязанской губернии.

## География
Деревня находится в северной части Рязанской области, в зоне хвойно-широколиственных лесов, в пределах Мещёрской низменности, на берегах озера Куликово, на расстоянии примерно 17 километров (по прямой) к западу-северо-западу от города Спас-Клепики, административного центра района.

### Климат
Климат характеризуется как умеренно континентальный, с тёплым летом и умеренно холодной снежной зимой. Средняя температура воздуха самого холодного месяца (января) — −11,5 °C (абсолютный минимум — −42 °C); самого тёплого месяца (июля) — 19 °C. Безморозный период длится около 140 дней. Среднегодовое количество осадков — 500 мм, из которых большая часть выпадает в тёплый период. Снежный покров держится в течение 135—145 дней.

### Часовой пояс
Деревня Прасковьино, как и вся Рязанская область, находится в часовой зоне МСК (московское время). Смещение применяемого времени относительно UTC составляет +3:00.

## История
Под названием Прасковьины выселки упоминается в справочнике «XXXV. Рязанская губерния. Список населенных мест по сведениям 1859 года» как стоящая при безымянном озере, по правую сторону Касимовского тракта от г. Егорьевска.

## Население
| 2010 |
| ---- |
| 1    |

### Историческая численность населения
К 1859 году на 33 дворах проживало 230 человек (мужчин — 107, женщин — 123).

### Национальный состав
Согласно результатам переписи 2002 года, в национальной структуре населения русские составляли 100 % из 14 чел.

## Инфраструктура
Личное подсобное хозяйство с зоной сельскохозяйственного использования, индивидуальная застройка усадебного типа.

## Транспорт
Деревня доступна автотранспортом по автодороге регионального значения 61Н-249.